# Puchar Kontynentalny w kombinacji norweskiej 1997/1998
Sezon 1997/1998 Pucharu Kontynentalnego w kombinacji norweskiej rozpoczął się 7 grudnia 1997 w szwedzkim Gällivare, zaś ostatnie zawody z tego cyklu odbyły się 14 marca 1998 w słowackim Štrbskim Plesie. W kalendarzu znalazło się jedenaście zawodów, w tym pięć sprintów i sześć metodą Gundersena. 
Pierwotnie cykl ten nosił nazwę Pucharu Świata B, jednak w 2008 roku zmieniono ją na Puchar Kontynentalny. Tytułu najlepszego zawodnika bronił Francuz Frédéric Baud. W sezonie tym najlepszy okazał się Norweg Lars Andreas Østvik

## Kalendarz i wyniki
| Lp  | Data             | Miejscowość   | Konkurencja          | 1. miejsce           | 2. miejsce           | 3. miejsce         |
| --- | ---------------- | ------------- | -------------------- | -------------------- | -------------------- | ------------------ |
| 1.  | 7 grudnia 1997   | Gällivare     | Gundersen K90/15 km  | Dimitrij Sinicyn     | Władimir Łysenin     | Denis Tyszagin     |
| 2.  | 14 grudnia 1997  | Taivalkoski   | Gundersen K90/15 km  | Kenneth Braaten      | Satoshi Mori         | Thorsten Schmitt   |
| 3.  | 17 grudnia 1997  | Vuokatti      | Gundersen K90/15 km  | Dimitrij Sinicyn     | Topi Sarparanta      | Mikko Keskinarkaus |
| 4.  | 7 stycznia 1998  | Klingenthal   | Sprint K80/7,5 km    | Lars Andreas Østvik  | Frédéric Baud        | Jean-Yves Cuendet  |
| 5.  | 8 stycznia 1998  | Klingenthal   | Gundersen K80/15 km  | Thorsten Schmitt     | Andrea Cecon         | Sverre Rotevatn    |
| 6.  | 11 stycznia 1998 | Reit im Winkl | Sprint K90/7,5 km    | Tsugiharu Ogiwara    | Sverre Rotevatn      | Andrea Cecon       |
| 7.  | 16 stycznia 1998 | Eisenerz      | Gundersen K90/15 km  | Sven Koch            | Lars Andreas Østvik  | Gen Tomii          |
| 8.  | 27 lutego 1998   | Baiersbronn   | Sprint K90/7,5 km    | Jean-Yves Cuendet    | Lars Andreas Østvik  | Andrea Cecon       |
| 9.  | 28 lutego 1998   | Baiersbronn   | Sprint K90/7,5 km    | Preben Fjære Brynemo | Jan Rune Grave       | Andrea Cecon       |
| 10. | 13 marca 1998    | Štrbské Pleso | Gundersen K120/15 km | Jean-Yves Cuendet    | Lars Andreas Østvik  | Frédéric Baud      |
| 11. | 14 marca 1998    | Štrbské Pleso | Sprint K120/7,5 km   | Andrea Cecon         | Preben Fjære Brynemo | Gen Tomii          |

## Klasyfikacje
| Lp. | Zawodnik             | Punkty |
| 1.  | Lars Andreas Østvik  | 210    |
| 2.  | Gen Tomii            | 208    |
| 3.  | Preben Fjære Brynemo | 197    |
| 4.  | Frédéric Baud        | 187    |
| 5.  | Jean-Yves Cuendet    | 165    |
| 6.  | Andrea Cecon         | 163    |
| 7.  | Nicolas Bal          | 142    |
| 8.  | Sverre Rotevatn      | 130    |
| 9.  | Tony Kilponen        | 122    |
| 9.  | David Kreiner        | 122    |
| 9.  | Kari Manninen        | 122    |